# Tetov
Tetov település Csehországban, a Pardubicei járásban. Tetov Žiželice, Hlavečník, Kladruby nad Labem és Uhlířská Lhota településekkel határos. Lakosainak száma 168 fő (2024. január 1.).

## Népesség
A település lakosságának változását az alábbi diagram mutatja:
| Lakosok száma | 307  | 334  | 394  | 326  | 248  | 161  | 153  | 170  | 177  | 168  |
|               | 1869 | 1900 | 1921 | 1961 | 1980 | 2011 | 2016 | 2019 | 2021 | 2024 |